# Gustavsberg, Karlstad
Gustavsberg är ett bostadsområde, till större delen bestående av radhus i ett eller två plan från 1970-talet men även en del fristående villor, i nordvästra Karlstad. Större delen av området bebyggdes mellan 1970 och 1972 medan flera av villorna tillkom efter 2009. Gustavsberg skiljs från Hagalund genom Hagalundsvägen.